# Purusia
Purusia is een kevergeslacht uit de familie van de boktorren (Cerambycidae). De wetenschappelijke naam van het geslacht werd voor het eerst geldig gepubliceerd in 1956 door Lane.

## Soorten
Purusia is monotypisch en omvat slechts de volgende soort:
- Purusia acreana Lane, 1956